# Cyclocephala brevis
Cyclocephala brevis är en skalbaggsart som beskrevs av Höhne 1923. Cyclocephala brevis ingår i släktet Cyclocephala och familjen Dynastidae. Inga underarter finns listade i Catalogue of Life.